# غراهام كوبر (مجدف)
غراهام كوبر (بالإنجليزية: Graham Cooper)‏ هو مجدف بريطاني، ولد في 14 مارس 1941 في ويللستون وست في المملكة المتحدة.

## وصلات خارجية
- غراهام كوبر على موقع الاتحاد الدولي للتجديف (الإنجليزية)
- غراهام كوبر على موقع أوليمبيديا (الإنجليزية)